# Totalenthalpie
Die Totalenthalpie {\displaystyle H_{\text{total}}}, auch Gesamtenthalpie, Stagnationsenthalpie oder Ruheenthalpie genannt, ist eine thermodynamische Zustandsgröße, die in der Strömungslehre zur Beschreibung kompressibler strömender Medien benötigt wird, insbesondere bei Berechnungen für Wärmekraftmaschinen wie Dampfturbinen und Raketentriebwerke.
Die Totalenthalpie ist ein Maß dafür, wie viel „Arbeitsfähigkeit“ einem Medium, beispielsweise Dampf, an einer bestimmten Stelle einer Dampfturbine, noch innewohnt, unabhängig davon, ob diese Energie als thermische Energie, Druck (diese beiden machen die Enthalpie aus) oder kinetische Energie vorhanden ist.

## Definition
Die Totalenthalpie ist definiert als Summe aus der Enthalpie {\displaystyle H} und der kinetischen Energie {\displaystyle {\frac {1}{2}}\cdot m\cdot u^{2}} eines strömenden Teilchens:
{\displaystyle H_{\text{total}}=H+m\cdot {\frac {u^{2}}{2}}}
wobei
- {\displaystyle m} die Masse
- {\displaystyle u} die Geschwindigkeit des Teilchens ist.

Da bei einer Strömung die Masse erhalten bleibt, wird oft die spezifische Totalenthalpie {\displaystyle h_{\text{total}}}, also die Totalenthalpie je Masseneinheit, verwendet:
{\displaystyle h_{\text{total}}={\frac {H_{\text{total}}}{m}}=h+{\frac {u^{2}}{2}}}

## Bedeutung
Enthalpie kann in kinetische Energie des strömenden Mediums übergeführt werden (in diesem Fall kommt es zur Expansion und meist zur Temperaturerniedrigung), und umgekehrt kinetische Energie in Enthalpie (Staudruck, also Kompression, damit einhergehend meist Temperaturerhöhung). Die Totalenthalpie ist also ein Maß dafür, wie viel „Arbeitsfähigkeit“ einem Medium, beispielsweise Dampf, an einer bestimmten Stelle einer Dampfturbine, noch innewohnt, unabhängig davon, ob diese Energie als thermische Energie, Druck (diese beiden machen die Enthalpie aus) oder kinetische Energie vorhanden ist.
Aus der Totalenthalpie lässt sich die Stagnations- oder Totaltemperatur {\displaystyle T_{\mathrm {t} }} ableiten:
{\displaystyle {\begin{aligned}T_{\mathrm {t} }&=T+{\frac {h_{\text{total}}-h}{c_{\mathrm {p} }}}\\&=T+{\frac {u^{2}}{2\cdot c_{\mathrm {p} }}}\end{aligned}}}
wobei {\displaystyle c_{\mathrm {p} }} die spezifische Wärme bei konstantem Druck ist (Hier wurde angenommen, dass {\displaystyle c_{\mathrm {p} }} zwischen {\displaystyle T} und {\displaystyle T_{\mathrm {t} }} nicht von der Temperatur abhängt).
Wird das strömende Medium auf die Geschwindigkeit {\displaystyle u=0} abgebremst (beispielsweise durch ein Hindernis), so erhöht sich seine Enthalpie auf die Totalenthalpie:
{\displaystyle h_{\text{total}}=h}
und seine Temperatur von {\displaystyle T} auf die Totaltemperatur:
{\displaystyle T_{\mathrm {t} }=T},
Die Stagnationstemperatur ist im Raketen- und Flugzeugbau von Bedeutung für die thermische Belastung von Oberflächen bei Überschallströmungen.
Die Totalenthalpie (und damit bei idealen Gasen auch {\displaystyle T_{\mathrm {t} }}) bleibt in Strömungen konstant, solange weder mechanische Arbeit geleistet wird noch Wärme zwischen dem strömenden Medium und der Umgebung fließt (vgl. unten: erster Hauptsatz); dies gilt auch für die Stoßwellen einer Überschallströmung.

## Ergänzungen durch weitere Energieterme
Weitere Energieterme können hinzugefügt werden (etwa für chemische Reaktionen, Phasenänderungen, Bewegung in Feldern).
So kann im Gravitationsfeld die potentielle Energie berücksichtigt werden:
{\displaystyle h_{\text{total}}=h+{\frac {u^{2}}{2}}+g\cdot z}
mit
- der Erdbeschleunigung {\displaystyle g}
- der Höhe {\displaystyle z}.

Beispielsweise lässt sich der Erste Hauptsatz der Thermodynamik (für ein offenes System) dann so anschreiben:
{\displaystyle {\begin{aligned}w_{12}+q_{12}&=\Delta h_{\text{total}}\\&=\Delta h+{\frac {1}{2}}({u_{2}}^{2}-{u_{1}}^{2})+g\cdot (z_{2}-z_{1})\end{aligned}}}
Hier sind
- {\displaystyle w} die spezifische Arbeit (je Massenelement)
- {\displaystyle q} die spezifische Wärme.